# Újpest (cartier)

Sectorul IV din Budapesta sau Újpest se află pe partea stângă a Dunării, în Pest. 

## Orașe înfrățite
- Marzahn-Hellersdorf, Berlin, Germania
- Chalcis, Grecia
- Tyresö, Suedia

| Sectoarele Budapestei |
| --- |
| I \| II \| III \| IV \| V \| VI \| VII \| VIII \| IX \| X \| XI \| XII \| XIII \| XIV \| XV \| XVI \| XVII \| XVIII \| XIX \| XX \| XXI \| XXII \| XXIII |